# STS-37
STS-37は、1991年4月に行われたスペースシャトル・アトランティスの8回目の飛行である。6日間のミッションで、グレートオブザバトリー計画での2機目となるコンプトンガンマ線観測衛星の打上げを主目的として行われた、1985年以来の2度の宇宙遊泳も行われた。

## 乗組員
- 船長：スティーブン・ネーゲル（英語版） (3)
- 操縦士：ケネス・D・キャメロン（英語版） (1)
- ミッションスペシャリスト1：リンダ・ゴドウィン（英語版） (1)
- ミッションスペシャリスト2：ジェリー・ロス (3)
- ミッションスペシャリスト3：ジェローム・アプト（英語版） (1)

### 座席配置
| シート | 打上げ時   | 着陸時     | シート1から4はフライトデッキ、シート5から7はミッドデッキ |
| S1     | ネーゲル   | ネーゲル   | シート1から4はフライトデッキ、シート5から7はミッドデッキ |
| S2     | キャメロン | キャメロン | シート1から4はフライトデッキ、シート5から7はミッドデッキ |
| S3     | アプト     | ゴドウィン | シート1から4はフライトデッキ、シート5から7はミッドデッキ |
| S4     | ロス       | ロス       | シート1から4はフライトデッキ、シート5から7はミッドデッキ |
| S5     | ゴドウィン | アプト     | シート1から4はフライトデッキ、シート5から7はミッドデッキ |

## 準備と打上げ

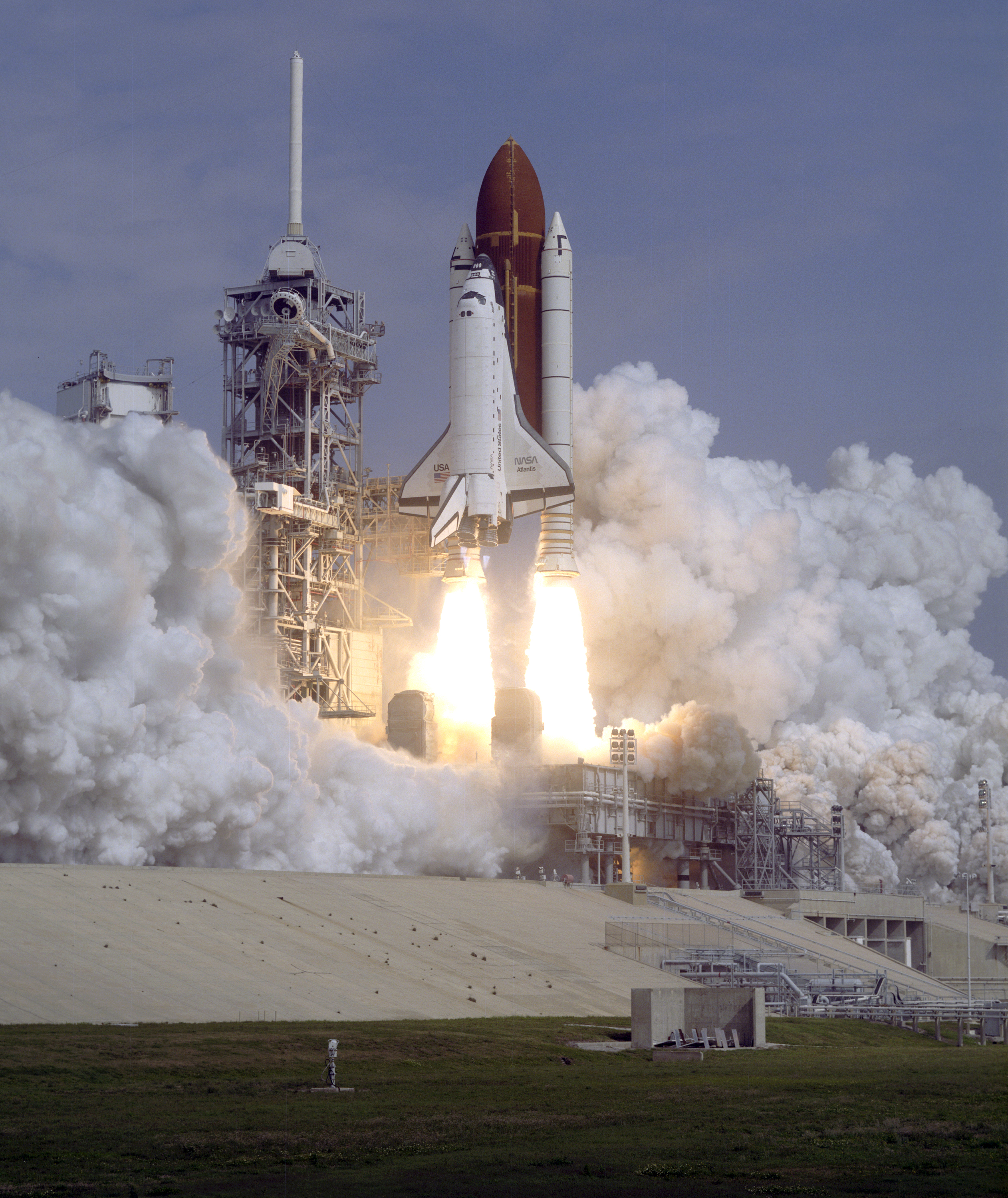
STS-37の打上げ

STS-37は、1991年4月5日9:22:44(EST)にフロリダ州のケネディ宇宙センター第39発射施設Bから打ち上げられた。2つの気象条件の悪化が打上げ基準を下回る可能性があったため、カウントダウンはT-9秒の段階で4分45秒間中断され、再開した。1つ目の懸念は、発着場上空の雲の高さが下限の8000フィートより500フィート低かったことで、もう1つは爆風の伝搬への気象条件の影響であった。両方の懸念は容認できるものと判断され、カウントダウンは進められた。打上げ時の重量は、116,040 kgであった。

## コンプトンガンマ線観測衛星
主要なペイロードであるコンプトンガンマ線観測衛星(CGRO)は、飛行3日目に展開された。CGROの高利得アンテナはコマンド通りに開かず、最終的にロスとアプトが1985年以来6年ぶりに緊急で宇宙遊泳することによって、手動で展開された。翌日、2人は1985年11月以来の予定された宇宙遊泳を行い、宇宙飛行士自身の移動手段と当時計画されていたフリーダム宇宙ステーションのための装置の試験を行った。
CGROの科学機器には、Burst and Transient Source Experiment (BATSE)、Imaging Compton Telescope (COMPTEL)、Energetic Gamma Ray Experiment Telescope (EGRET)、Oriented Scintillation Spectrometer Experiment (OSSE)等がある。CGROは、アメリカ航空宇宙局(NASA)が進める4機のグレートオブザバトリー計画の2機目となる。1機目のハッブル宇宙望遠鏡は、1990年4月のSTS-31で打ち上げられた。CGROは2年間の運用計画で地球の大気を通り抜けられない高エネルギーガンマ線放射の観測を行った。重量は約17,000 kgで、スペースシャトルから低軌道に展開された最も重い人工衛星となった。また、初の軌道上燃料補給を行えるように設計されていた。5か月後、NASAはガンマ線天文学に重要な貢献をしたノーベル物理学賞受賞学者アーサー・コンプトンに因んで改名した。

## 宇宙遊泳

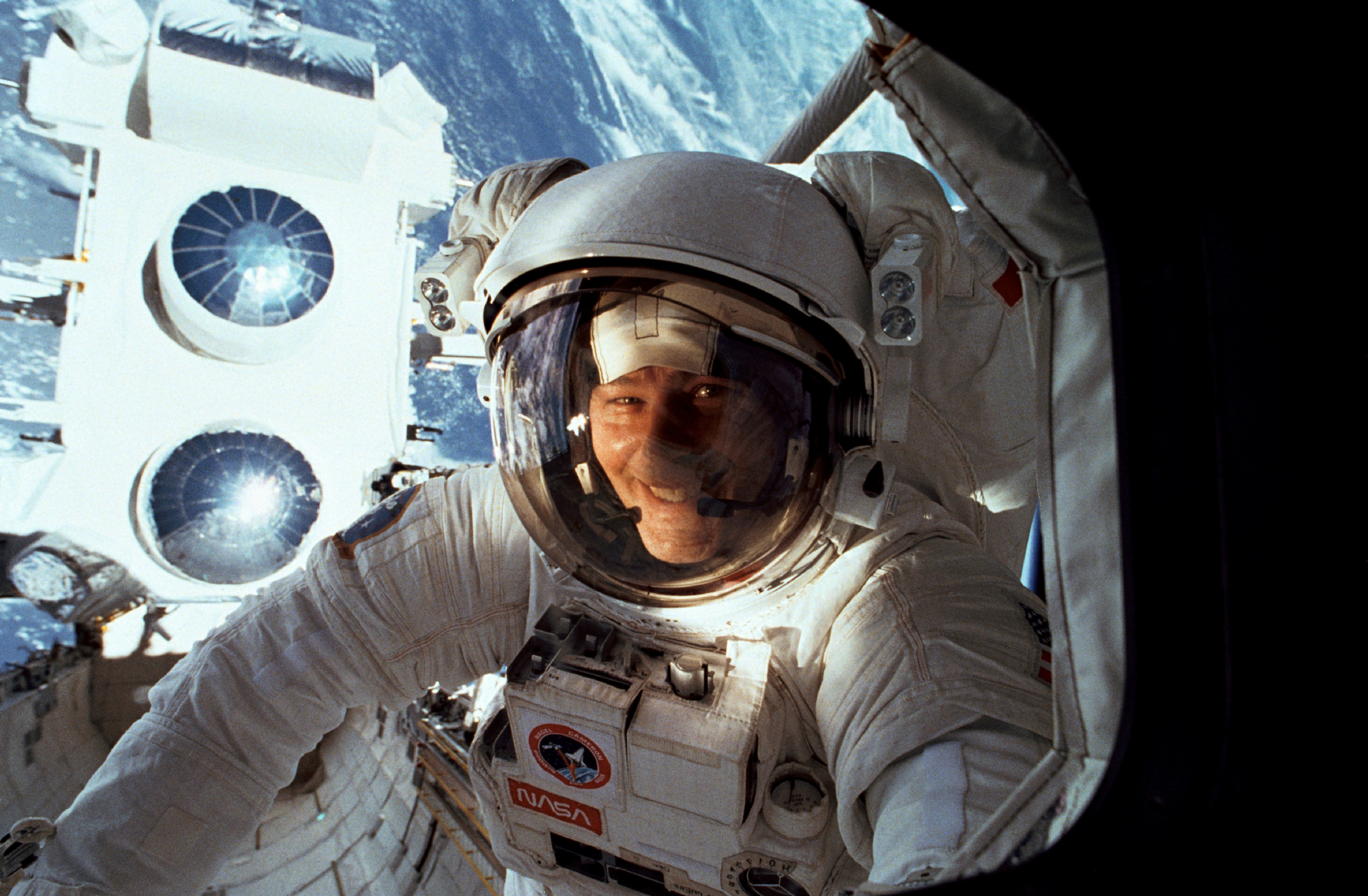
第1回目の宇宙遊泳を行うロス。背景にCGROが見える。

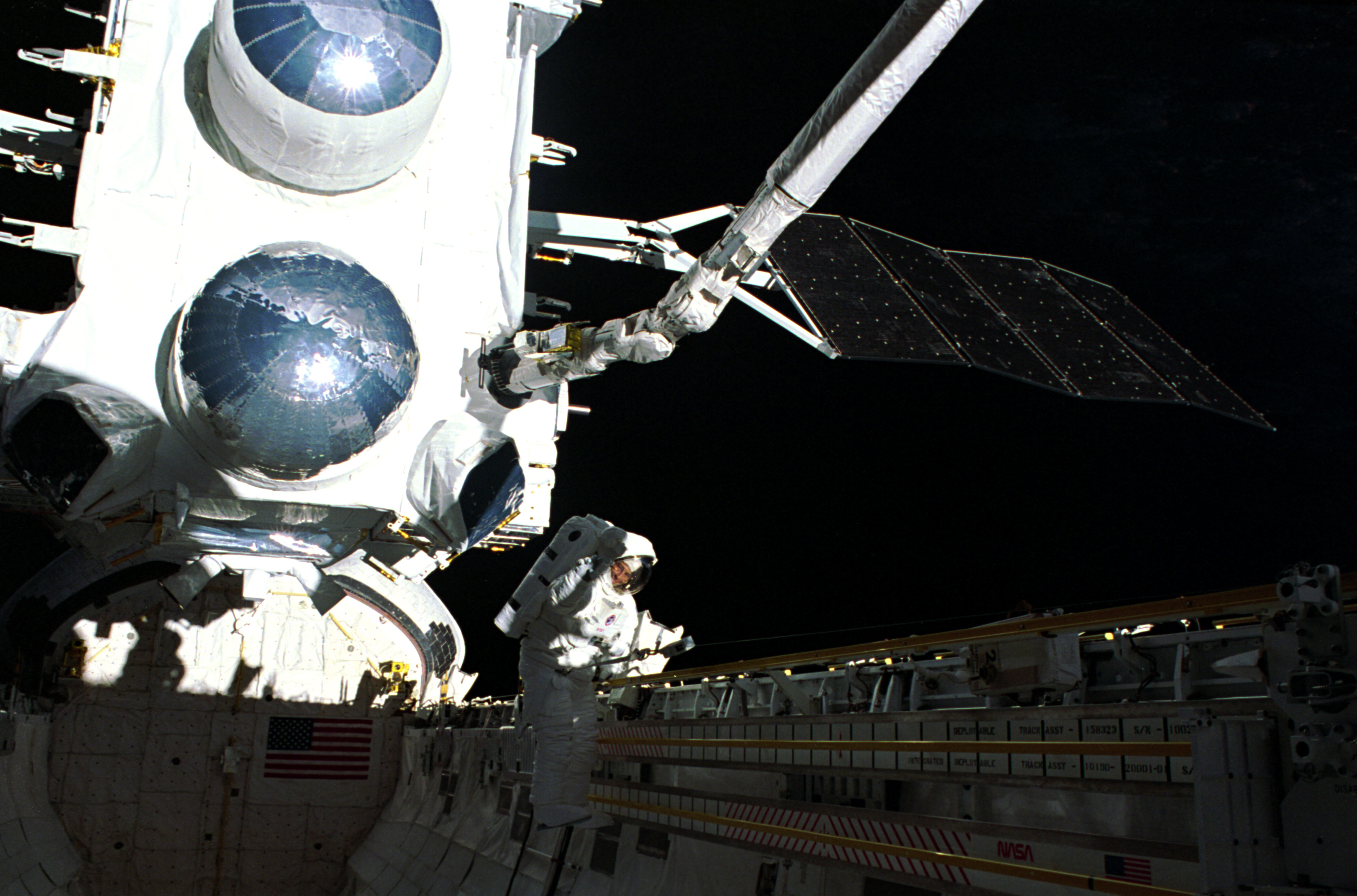
第1回目の宇宙遊泳をアプト

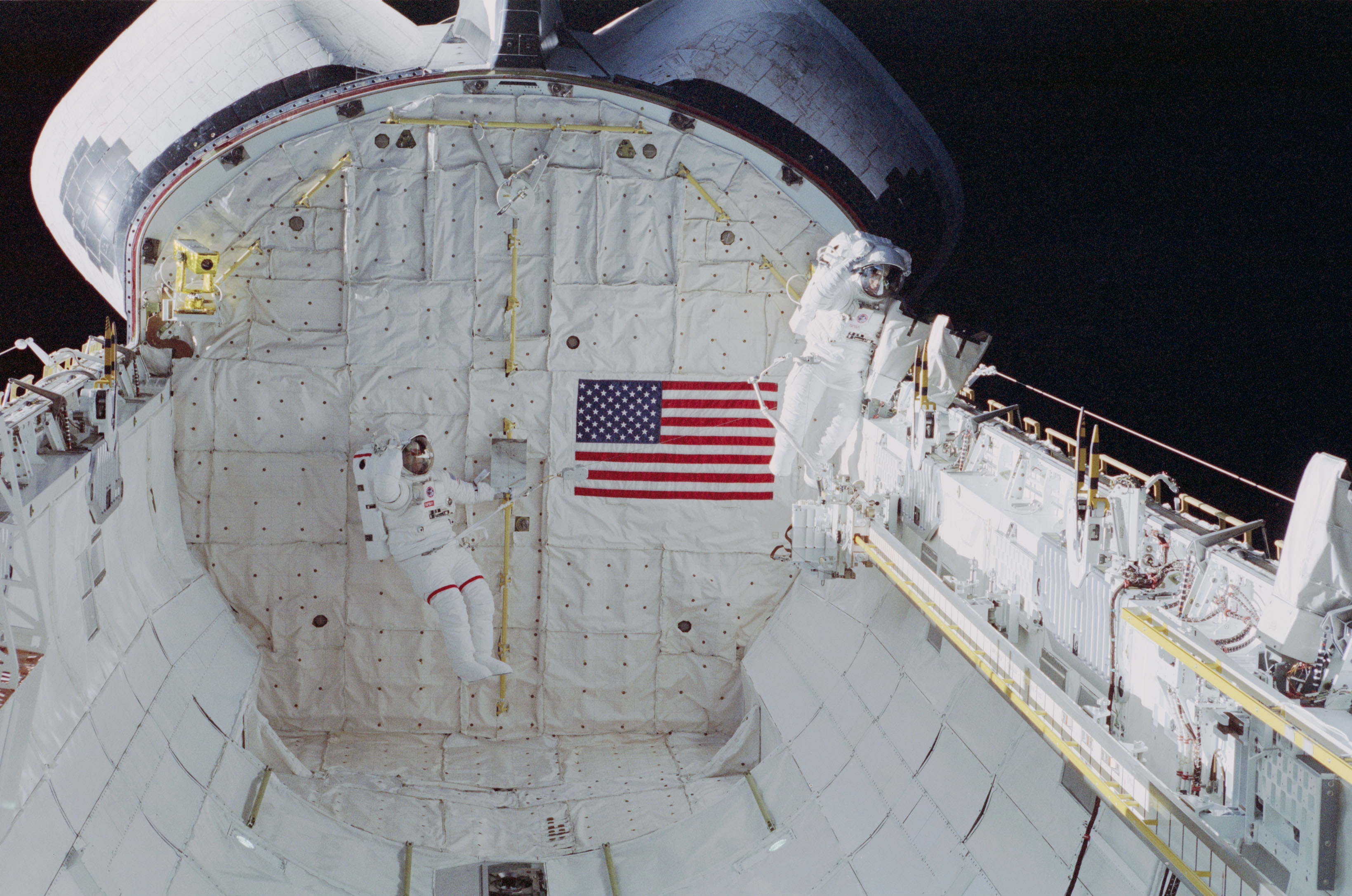
2回目の宇宙遊泳を行うロスとアプト

CGROの高利得アンテナの展開に6回失敗し、1985年以来初の宇宙遊泳がミッションスペシャリストのジェリー・ロスとジェローム・アプトによって行われた。ペイロードオペレーションコントロールセンター及びゴダード宇宙飛行センターからの繰り返しのコマンド送信、アトランティスの自体やそのシャトル・リモート・マニピュレータ・システム、CGROのアンテナ円盤の操作では、問題は解決しなかった。ロスとアプトはこのような緊急事態のために準備しており、ロスは宇宙遊泳を初めて17分でアンテナブームを解放した。これは、1985年4月のSTS-51-D以来の緊急宇宙遊泳であった。予定より4.5時間遅れの18:35(EST)頃に展開は完了した。
翌日の4月8日、ロスとアプトは、1985年11月のSTS-61-B以降初めての予定された宇宙遊泳を行った。この宇宙遊泳では、乗組員の移動手段と将来のフリーダム宇宙ステーションの周辺装置の試験が行われた。実験の1つは、宇宙の大規模構造の外周を動くカートの手動、機械式、電動での移動手段の評価であった。3つの手段ともうまくいったが、手動での移動、または手渡しが最良であったと報告された。2度の宇宙遊泳で、合計時間は10時間49分に達した。
2度目の宇宙遊泳の際、ステンレス製の手のひらを保持する棒がアプトの右手袋の与圧嚢に穴を開けた。しかし、宇宙飛行士自身の手と絹のコンフォートグローブが穴を部分的にふさぎ、減圧はほとんど検出できなかった。実際、飛行後試験の時まで穴が開いたことに気づかなかった。

## その他のペイロードと実験
その他の実験には、Crew and Equipment Translation Aids (CETA)、Ascent Particle Monitor (APM)、Shuttle Amateur Radio Experiment II (SAREX II)、Protein Crystal Growth (PCG)、Bioserve/Instrumentation Technology Associates Materials Dispersion Apparatus (BIMDA)、Radiation Monitoring Equipment III (RME Ill)、Air Force Maui Optical Site (AMOS)等があった。またその他のペイロードには、医学、製造プロセス、流体科学等の実験の商用的な可能性を調査するBioserve/Instrumentation Technology Associates Materials Dispersion Apparatus (BIMDA)の初飛行、8度目の飛行となるProtein Crystal Growth等があった。操縦士のケネス・キャメロンは、Shuttle Amateur Radio Experiment (SAREX)のメインオペレータを担当したが、5人の乗組員全員がアマチュア無線のオペレータとして参加した。宇宙飛行士がアマチュア無線クラブ局（ジョンソン宇宙センターのW5RRR）から高速度走査アマチュアテレビ動画を受信したのは、この時が間違いなく初めてである。

## 着陸

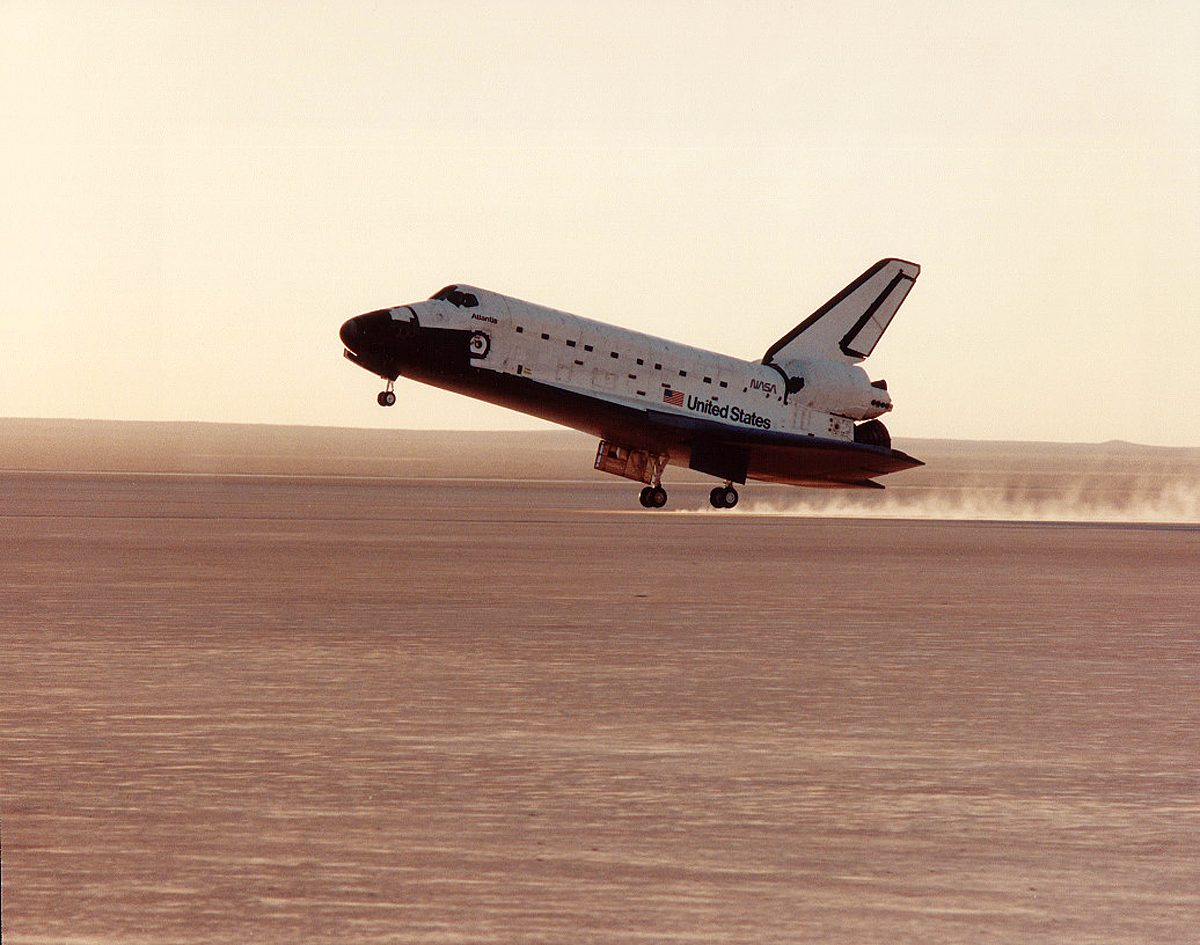
着陸するアトランティス

1991年4月11日06:55:29(PDT)、カリフォルニア州エドワーズ空軍基地の第33滑走路に着陸した。ロールアウト距離は6364フィート、ロールアウト時間は56秒間だった。着陸は元々4月10日に予定されていたが、エドワーズ空軍基地及びケネディ宇宙センターの気象条件のため、1日延期された。オービタは、4月18日にケネディ宇宙センターに戻った。着陸時の重量は86,227 kgだった。
高層風を読み間違えたため、アトランティスは湖底滑走路の閾値のマークまで623フィート足りない位置に着陸した。乾燥した湖底への着陸だったため、問題は表面化せず、多くの視聴者の問題を明らかに感じなかった。これがケネディ宇宙センターであれば、滑走路に続く舗装された助走路に着陸することになったため、その結果はずっと明白になったはずである。着陸時速度は168 KEAS（ノット等価大気速度）で、スペースシャトル計画で最も遅かったSTS-28の155 KEASを13 KEAS上回った。

## ミッション記章
上部の3つの星と下部の7つの星は、このミッションの番号STS-37を示している。73という数はまた、アマチュア無線用語で "Best regards"という意味も表している。実際にSTS-37の乗組員は全員がアマチュア無線の免許を持っており、軌道上でSAREX実験にも参加している。

## 起床コール
NASAは、アポロ15号の期間中から、宇宙飛行士の起床時に音楽をかけることを行っている。各々の曲は、しばしば宇宙飛行士の家族によって、特別に選ばれたもので、個々の乗組員にとって特別な意味を持つものか、日々の活動に適したものとなっている。
| 日    | 曲                                           | 歌手/作曲家                  | 宇宙飛行士                         |
| ----- | -------------------------------------------- | ---------------------------- | ---------------------------------- |
| 2日目 | Music by Marching Illini Band                | イリノイ大学                 | Steve Nagel                        |
| 3日目 | 海兵隊讃歌                                   | アメリカ海軍アカデミーバンド | Ken Cameron                        |
| 4日目 | "Hail Purdue!"                               | パーデュー大学バンド         | Jerry Ross                         |
| 5日目 | テン・サウザンド・メン・オブ・ハーバード     | ハーバード大学グリークラブ   | Jay Apt                            |
| 6日目 | ラ・バンバ                                   | Brass Rhythm and Reeds       | Linda Goodwin                      |
| 7日目 | トム・セレックによる私立探偵マグナムのテーマ |                              | Linda Goodiwn, a "big Selleck fan" |